# Ротмістрівська сільська рада
Ротмістрівська сільська́ ра́да — адміністративно-територіальна одиниця та орган місцевого самоврядування у Смілянському районі Черкаської області. Адміністративний центр — село Ротмістрівка.

## Загальні відомості
- Населення ради: 2 229 осіб (станом на 2001 рік)

## Населені пункти
Сільській раді підпорядковані населені пункти:
- с. Ротмістрівка
- с-ще Вовківка

## Склад ради
Рада складається з 16 депутатів та голови.
- Голова ради:
- Секретар ради: Патинок Тетяна Михайлівна

### Керівний склад попередніх скликань
| Прізвище, ім'я, по батькові | Основні відомості                                                         | Дата обрання | Дата звільнення |
| --------------------------- | ------------------------------------------------------------------------- | ------------ | --------------- |
| Семикін Віталій Андрійович  | Сільський голова, 1948 року народження, член Комуністичної партії України | 26.03.2006   | 31.10.2010      |

Примітка: таблиця складена за даними сайту Верховної Ради України

### Депутати
За результатами місцевих виборів 2010 року депутатами ради стали:

#### За суб'єктами висування
| Суб'єкт висування | Кількість обраних депутатів | %   |
| ----------------- | --------------------------- | --- |
| Самовисування     | 15                          | 100 |

#### За округами
| № округу | Прізвище, ім'я, по батькові    | Дата визнання обраним | Освіта  | Партійна приналежність | Відомості про обраного депутата                                                  |
| -------- | ------------------------------ | --------------------- | ------- | ---------------------- | -------------------------------------------------------------------------------- |
| 1        | Вечорик Раїса Олександрівна    | 03.11.2010            | вища    | позапартійна           | ТОВ «Злагода», головний бухгалтер                                                |
| 2        | Удовенко Людмила Володимирівна | 03.11.2010            | вища    | позапартійна           | загальноосвітня школа с. Ротмістрівка, заступник директора                       |
| 3        | Коротенко Людмила Петрівна     | 03.11.2010            | вища    | позапартійна           | загальноосвітня школа с. Ротмістрівка, вчитель початкових класів                 |
| 4        | Громова Ольга Кузьмівна        | 03.11.2010            | середня | позапартійна           | ДНЗ «Сонечко», завідувачка                                                       |
| 5        | Ковпак Ігор Михайлович         | 03.11.2010            | середня | позапартійний          | приватний підприємець                                                            |
| 6        | Патинок Тетяна Михайлівна      | 03.11.2010            | вища    | позапартійна           | Ротмістрівська сільська рада, секретар                                           |
| 7        | Смовженко Оксана Михайлівна    | 03.11.2010            | середня | позапартійна           | Ротмістрівський будинок-інтернат для людей похилого віку, молодша медична сестра |
| 8        | Черепуха Раїса Калентіївна     | 03.11.2010            | вища    | позапартійна           | загальноосвітня школа с. Ротмістрівка, вчитель географії                         |
| 9        | Хаврел Юрій Миколайович        | 03.11.2010            | вища    | позапартійний          | загальноосвітня школа с. Ротмістрівка, вчитель фізичного виховання               |
| 10       | Кисла Галина Василівна         | 03.11.2010            | середня | позапартійна           | ТОВ «Агро-Рось», охоронник                                                       |
| 11       | Кохась Наталія Василівна       | 03.11.2010            | середня | позапартійна           | ДНЗ «Сонечко», вихаватель                                                        |
| 12       | Ященко Валентина Петрівна      | 03.11.2010            | середня | позапартійна           | пенсіонер                                                                        |
| 13       | Клименко Лариса Анатоліївна    | 03.11.2010            | середня | позапартійна           | Ротмістрівський будинок-інтернат для людей похилого віку, швачка                 |
| 14       | Коваль Любов Василівна         | 03.11.2010            | середня | позапартійна           | Ротмістрівська сільська рада, землевпорядник                                     |
| 15       | Нікіщенко Світлана Павлівна    | 03.11.2010            | середня | позапартійна           | Ротмістрівський будинок-інтернат для людей похилого віку, медична сестра         |